# Special Kiss
「Special Kiss」（スペシャル キス）は、なにわ男子の4thシングル。2023年3月8日にジェイ・ストームから発売された。

## リリース
DVDまたはBlu-ray付の初回限定盤1・初回限定盤2、CDのみの通常盤の3形態で発売。
表題曲「Special Kiss」は、なにわ男子のメンバーである高橋恭平が初主演を務め、2023年3月3日に公開された映画『なのに、千輝くんが甘すぎる。』の主題歌に起用された。同グループ初の映画主題歌となる書き下ろし曲は、映画の世界観に寄り添った甘いラブソングとなっている。
カップリング曲「青春ラプソディ」は、なにわ男子全員が出演するベネッセ「進研ゼミ」のCMソングに起用された。青春のほとばしる感情が表現されたアッパーチューンとなっている。

## チャート成績
前作「ハッピーサプライズ」の51万6195枚を上回る初週51万6199枚を売り上げ、2023年3月20日付のオリコン週間シングルランキングで初登場1位を獲得。これで、デビューシングル「初心LOVE」から4作連続・通算4作目のシングル1位と初週売上50万枚超えを記録した。

## 収録曲
※出典

### CD

#### Disc1（初回限定盤1）
1. Special Kiss [4:47]
作詞・作曲：草川瞬・坂室賢一・佐原康太、編曲：佐原康太、ストリングスアレンジ：佐藤泰将
  - 映画『なのに、千輝くんが甘すぎる。』主題歌
  - ソフトバンク「なにわ男子HOUSE」CMソング
2. 青春ラプソディ [3:55]
作詞：辻村有記、作曲：辻村有記・伊藤賢、編曲：石塚知生・辻村有記・伊藤賢
  - ベネッセ「進研ゼミ」CMソング
3. 春空 [3:55]
作詞・作曲：youth case、編曲：伊藤賢
4. 春空（オリジナル・カラオケ） [3:49]

#### Disc1（初回限定盤2）
1. Special Kiss
2. 青春ラプソディ
3. 新しい恋、はじめよう [3:47]
作詞：岡田一成、作曲：Masaki Tomiyama・岡田一成・玉谷友輝、編曲：Masaki Tomiyama
4. 新しい恋、はじめよう（オリジナル・カラオケ） [3:43]

#### Disc1（通常盤）
1. Special Kiss
2. 青春ラプソディ
3. Dance in the Rain [3:12]
作詞：youth case、作曲：Erik Lidbom・youth case、編曲：佐々木博史
4. Viva Viva Carnival !! [3:58]
作詞：MiNE・Atsushi Shimada、作曲：川口進・MiNE・Atsushi Shimada、編曲：Atsushi Shimada、ブラスアレンジ：佐藤泰将
5. Special Kiss（オリジナル・カラオケ）[4:45]
6. 青春ラプソディ（オリジナル・カラオケ） [3:55]
7. Dance in the Rain（オリジナル・カラオケ） [3:12]
8. Viva Viva Carnival !!（オリジナル・カラオケ） [3:54]

### DVD/Blu-ray
※DVD/Blu-rayともに収録内容共通。

#### Disc2（初回限定盤1）
1. 「Special Kiss」（Music Video）
2. 「Special Kiss」（Recording MV）
3. 「Special Kiss」（Making）

#### Disc2（初回限定盤2）
1. 「青春ラプソディ」（Music Video）
2. 「青春ラプソディ」（Making）